# Aquila gurneyi
Aquila gurneyi là một loài chim trong họ Accipitridae.